# Марокканская освободительная армия
Марокканская освободительная армия (фр.: Armée de Libération, араб.: جيش التحرير المغربي, jayshu-t-tahrīr, исп.: Ejército de Liberación) — вооруженные отряды, боровшиеся за независимость Марокко от Франции и Испании, впоследствии удобно использовались марокканским королём Мухаммедом V для непрямого вторжения в соседние колонии с целью их аннексии. Марокканская освободительная армия как таковая перестала существовать после Войны Ифни в 1958 году, когда часть её вошла в состав регулярной марокканской армии. В то же время та составляющая освободительной армии, которая набиралась из жителей Западной Сахары, оказала противодействие Марокко после его вторжения в Западную Сахару. Ветераны по обе стороны этого конфликта отмечают это как общую часть их политической истории.

## Война за независимость
С 1912 года бо́льшая часть Марокко являлась французским протекторатом. После окончания Второй мировой войны султан Марокко Мухаммед бен Юсуф, начал требовать предоставления его стране полной независимости. С этой целью в 1950 году он подготовил для президента и правительства Франции меморандумы, в которых заявил свои требования. Однако меморандумы приняты не были. В результате по всей колонии начались массовые протестные выступления, заставившие уже на следующий год генерала Жюена, генерального резидента Франции в Марокко, потребовать у султана осуждения разразившегося движения за независимость и подписания петиции о лояльности к французским властям протектората. Требование выполнено не было, султан был помещен под домашний арест. Уже в марте 1951 года демонстрации перешли в вооруженную борьбу, характеризующуюся многочисленными расправами французских военных над марокканцами. Марокканские партизаны не препятствовали свержению султана Мухаммеда бен Юсуфа в августе 1953 года, поскольку значительную роль в движении играли берберские отряды, у которых никогда не было причин для симпатий к султану, учитывая, что арабские наемники некогда вместе с испанцами и французами воевали против берберов, когда победа последних привела к созданию Рифской республики. Однако уже через год берберы восстали против назначенного французами паши Марракеша Тхами аль-Глави, а в 1955 году, на годовщину свержения султана, началось новое восстание. В результате французам пришлось сделать ставку на султана, которого вернули из мадагаскарской ссылки, после чего в 1956 году Мухаммед бен Юсуф под именем Мухаммеда V и титулом короля возглавил независимое Марокко.
Однако получение независимости от Франции не означало, что война как таковая закончилась. Мухаммед V, равно как и его потомки, наследовавшие трон, не считал, что следует ограничиваться лишь территорией французской колонии в Марокко. По соседству находились также зоны, рассматриваемые как часть будущего Великого Марокко: Испанское Марокко (включая Танжер), Испанская Сахара, испанские Сеута, Мелилья и Ифни, французская Мавритания, а также западная часть Алжира, где граница была «несправедливо» изменена французскими колониальными властями. Поскольку, предоставляя своим колониям независимость, метрополии обычно не занимались пересмотрами их границ (кроме исключительных ситуаций как, например, раздел Индии), что впоследствии было одобрено большинством стран и отражено в принятой в 1960 году Декларации ООН «О предоставлении независимости колониальным странам и народам», то единственное, на что могло рассчитывать Марокко, это получение под свой контроль цивилизованными методами Испанского Марокко, Танжера, а также Сектора Тарфая, который, находясь в составе Испанской Сахары, должен был быть передан в состав независимого марокканского государства в соответствии с договором 1912 года. Такой вариант не устраивал марокканского короля, однако прямой конфликт молодого государства с Испанией или Францией мог привести к вполне предсказуемым последствиям, поэтому для ведения захватнических войн гораздо безопасней было использовать Марокканскую освободительную армию как отдельное от марокканской армии формирование.

## Вторжение в Мавританию
15 августа 1956 года Марокканская освободительная армия совершила рейд в Мавританию, ещё в марте названную марокканским королём «провинцией» Марокко. Нападение было отбито французским гарнизоном. Хотя после провозглашения независимости Мавритании в 1960 году Марокко ещё 9 лет отказывалось её признать, в дальнейшем вооруженных попыток присоединения Мавритании не предпринималось. Нападение 1956 года и долгое непризнание вынудило Мавританию принять участие в аннексии Западной Сахары в 1975 году и последующем конфликте, дабы как можно дальше отодвинуть от себя марокканскую границу.

## Вторжение в испанские колонии

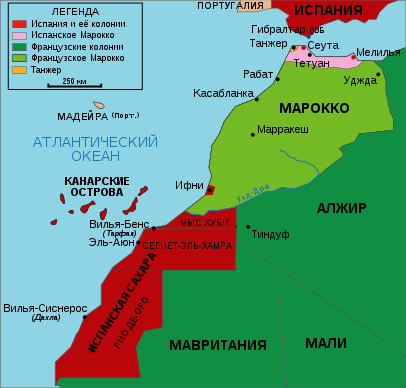
Карта Марокко и Испанской Сахары

После получения независимости в марте 1956 года французской частью марокканского протектората в апреле того же года от прав на свою часть отказалась Испания, в том числе генерал Франко не стал препятствовать прекращению протектората над Танжером, решение о котором было принято 29 октября 1956 года. Однако Сектор Тарфая (Мыс Хуби), который также должен был быть передан Марокко по договору 1912 года, остался в составе Испании, кроме того Франко отказался отдавать полуанклав Ифни. В связи с этим сразу после получения независимости многочисленные сторонники присоединения перечисленных территорий к Марокко начали проникать в Испанскую Сахару и Ифни с целью организации мятежа. Поскольку договор 1912 года не содержал требования передать Ифни в состав Марокко, а вернуть Сектор Тарфая можно было лишь военными методами, то надобность в данном договоре для марокканской стороны отпала, и в апреле 1957 года Мухаммед V объявил договор недействительным. После этого начались регулярные пограничные инциденты, приведшие в ноябре к началу боевых действий. В результате войны Испании пришлось уступить Сектор Тарфая и часть Ифни (кроме города Сиди-Ифни, переданного позже в рамках деколонизации). Во время переговоров Мухаммед V пошёл на сговор с испанцами и не позволил партизанам из освободительной армии укрыться в Марокко. Оказавшись зажатыми между марокканской армией с одной стороны и испанской и французской с другой, они были без труда разбиты последними. Боевые действия против испанцев и помогавших им французов Марокканская освободительная армия вела единым фронтом, включая западносахарских её участников, объединенных в начале 1958 года в Сахарскую объединенную армию (известна также как Национальная армия освобождения Юга), руководимую такими известными личностями, как Абдеррахман Юсуфи (премьер-министр Марокко в 1998—2002) и Мохамед Басри (известный в Марокко оппозиционер-антимонархист). Все её участники использовали марокканскую символику. Данное обстоятельство укоренило ложное предположение марокканцев, что выходцы из Рио-де-Оро и Сегиет-эль-Хамра ведут борьбу не только за независимость от Испании, но и за единство с Марокко. В 1959 году промарокканские лидеры Национальной армии освобождения Юга основали в Марокко свою политическую партию Национальный Союз Популярных Сил (англ.), который представлял собой более радикальное движение по сравнению с консервативной монархической Партией Независимости (англ.).

## Марокко и Западная Сахара
В 1958 часть Марокканской освободительной армии частично перешла в состав регулярной марокканской армии. С тех пор Марокко осуществляла нападения на соседние страны непосредственно собственными вооруженными силами (нападение на Алжир, война в Западной Сахаре). Другая часть бывшей освободительной армии осталась на территории Западной Сахары, и многие из тех, кто был в её числе, участвовали на стороне Полисарио в войне с Марокко и Мавританией. Некоторые бывшие члены Марокканской армии освобождения были среди основателей Полисарио, в том числе отец нынешнего генерального секретаря Полисарио и президента Сахарской АДР Мухаммеда Абдельазиза.